# The Outlaw Josey Wales
The Outlaw Josey Wales (br: Josey Wales, o Fora da Lei / pt: O Rebelde do Kansas) é um filme de 1976, dirigido e estrelado por Clint Eastwood. Adaptação da novela "Gone to Texas" por Forrest Carter. O filme é considerado "revisionista", com um herói sulista ("confederado") e com coadjuvantes índios simpáticos e valorosos. É também um dos últimos grandes western do cinema estadunidense. Em 1986 houve uma sequência chamada "The Return of Josey Wales", do mesmo roteirista mas sem a participação de Clint Eastwood. 
Recebeu uma nomeação para o Óscar como "Melhor canção original".

## Elenco principal
- Clint Eastwood...Josey Wales
- Chief Dan George...Lone Watie
- Sondra Locke...Laura Lee
- Bill McKinney...Terrill
- John Vernon...Fletcher
- Paula Trueman...Avó Sarah
- Sam Bottoms...Jamie Wales
- Geraldine Keams...Luar pequeno
- Woodrow Parfrey...Carpetbagger
- Joyce Jameson...Rose Wales
- Sheb Wooley...Travis Cobb
- Royal Dano...Ten Spot
- Matt Clark...Kelly Wales
- John Verros...Chato Wales
- Will Sampson...Ten Bears

## Sinopse
O filme começa em 23 de setembro de 1861 em Osceola, Missouri, no primeiros meses da Guerra Civil Estadunidense. Josey Wales (Eastwood), um pacífico fazendeiro, vê sua família ser brutalmente morta em um incêndio de sua fazenda, depois de um ataque de um bando pró-União do Kansas, os Jayhawkers ou Redlegs, liderados por James H. Lane. Abandonado pelos atacantes que o deram como morto, Josey consegue se recuperar mas fica com uma cicatriz no rosto, devido ao golpe de espada desferido por um dos bandoleiros chamado Terrel. 
Logo em seguida, Josey se junta a um grupo de guerrilha pro-Confederados (bushwhackers ou "border ruffians"), liderados por "Bloody Bill" Anderson. Com o fim da guerra, seus camaradas aceitam se render mas são traídos e mortos pelos mesmos Redlegs (que agora são soldados da União e Terrel é Capitão).
Josey, que havia se recusado a se render para continuar sua vingança caçando os Redlegs que mataram sua família, assiste ao fuzilamento dos companheiros. Tenta evitar atacando os soldados inimigos, mas acaba tendo que fugir e com a cabeça colocada a prêmio pelo exército. Vai para o Texas. No caminho, se une a ele um grupo de índios e brancos: uma mulher idosa Yankee do Kansas e sua neta, que Wales resgatou de um bando de Comancheros. Há também um índio idoso e uma mulher índia. Além dos soldados e dos caçadores de recompensa, Wales entra em conflito com os comanches, liderados pelo guerreiro Ten Bears.